# 一亩园
一亩园，暨中国私家园林史博物馆，位于北京市通州区宋庄镇喇嘛庄村。

## 简介
一亩园是天津大学建筑学院教授刘庭风率学生用7年时间完成的园林作品。该园东西长28米、南北长25米，占地面积约1亩，因此而得名。该园分为园区、宅区。园区在山水中布置轩、亭、廊、舫、戏台、楼阁、游廊、假山、小桥、植物，游览路线长200米。宅区是传统四合院格局，院内有小桥、石、竹，屋顶花园内有中式瓜菜圃、日式枯山水。园内建筑如泮水桥、鹅步梁、问天阁、苏竹图、云山、尔海等的名字都出自中国古典诗词典故。问天阁的外墙饰有八卦卦象，内饰以中国最大的罗盘为藻井，中国建筑文化研究会建筑堪舆专业委员会在此挂牌。
2015年11月14日，中国私家园林史博物馆在一亩园开馆。中国建筑史学会会长杨鸿勋、天津大学研究生院副院长赵美蓉为该博物馆揭牌，天津大学建筑学院副院长宋昆主持开馆仪式。